# موش‌های کور جهان جدید
موش‌های کور جهان جدید (نام علمی: Scalopinae) نام یک زیرخانواده از تیره کورموش‌ها است.